# 冠果草属
冠果草属（学名：Lophotocarpus）是泽泻科下的一个属，为水生草本植物。该属共有8种，分布于热带地区。